# Clèves (roman)
Pour les articles homonymes, voir Clèves (homonymie).
Clèves est un roman de Marie Darrieussecq paru en août 2011 chez P.O.L,,,,.

## Éditions
- Clèves, Paris, P.O.L, 2011, 352 p.  (ISBN 9782818013977)

## Adaptation
Le roman a été adapté pour Arte par Rodolphe Tissot en 2021 sous le titre Clèves.